# Качево (Росія)
Качево (рос. Качево) — присілок в Печорському районі Псковської області Російської Федерації.
Населення становить 20 осіб. Входить до складу муніципального утворення Муніципальне утворення Печори.

## Історія
Від 2015 року входить до складу муніципального утворення Муніципальне утворення Печори.

## Населення
| 2001 | 2002 | 2010 |
| ---- | ---- | ---- |
| 27   | ↗28  | ↘20  |